# روبرت أوغيلفي
روبرت أوغيلفي (بالإنجليزية: Robert Ogilvie)‏ (28 أكتوبر 1853 بلندن في المملكة المتحدة - 7 مارس 1938) هو حكم كرة قدم ولاعب كرة قدم بريطاني (وحمل سابقاً جنسية المملكة المتحدة لبريطانيا العظمى وأيرلندا) في مركز الدفاع. شارك مع منتخب إنجلترا لكرة القدم. أما مع النوادي، فقد لعب مع Upton Park F.C. ‏ وClapham Rovers F.C. ‏.

## وصلات خارجية
- روبرت أوغيلفي على موقع ناشيونال فوتبول تيمز (الإنجليزية)
- روبرت أوغيلفي على موقع عالم كرة القدم.نت (الإنجليزية)